# Себекхотеп IV
Ханеферра Себекхотеп IV — фараон Древнего Египта, правивший приблизительно в 1712 — 1701 годах до н. э. Представитель XIII династии (Второй переходный период).

## Биография
Брат Неферхотепа I. Родители Неферхотепа I, Хаанхеф и Кеми, названы в источниках (на печатях-скарабеях и в наскальной надписи из Вади-Хаммамат) отцом и матерью Ханеферра Себекхотепа IV, который после непродолжительного правления царя Сахатхора, не менее восьми лет занимал престол, оставленный братом.
В Карнакском списке этот правитель упоминается под именем Ханеферра. В Туринском папирусе он записан под тронным и личным именем объединённым в один картуш — Ханеферра Себекхотеп.
Большая стела, установленная Себекхотепом IV в Карнаке, сообщает, что царь был уроженцем города Фив и возвещает о расширении храма Амона и пожертвованиях богу. В частности, упоминаются четыре быка, предоставленные, соответственно, Ведомством (варет) головы Юга, Палатой везиря, Казной и Палатой того, кто даёт людей (трудовое управление). Визирь Иимеру, сын Иимеру, занимавший должность в правление Себекхотепа IV, вероятно, был членом обширной и могущественной семьи великого визиря Анху, который часто упоминается в царствования предыдущих фараонов.
Судя по тому, что царь проводил масштабные работы в Карнаке и Луксоре, можно предположить: он сделал своей столицей Фивы, полагая, будто жить там, на юге, безопаснее. В северной части Верхнего Египта было найдено совсем немного связанных с ним источников. В частности, в Тепеху (Афродитополе греков и современном Атфихе), расположенном на восточном берегу Нила, напротив Файюма, обнаружены фрагменты двух сфинксов.
В Танисе раскопана статуя пожилого человека из красного гранита, посвящённая мемфисскому богу Птаху, вероятно, стоявшая в храме этого города и перенесённая в Танис во время правления Рамсеса II. Но другие свидетельства, благодаря которым мы можем получить информацию о царствовании Себекхотепа, кроме скарабея найденного в Лиште, на западном берегу Нила, между Файюмом и Мемфисом, в этой части страны обнаружены не были. Все остальные источники были найдены на юге Египта.

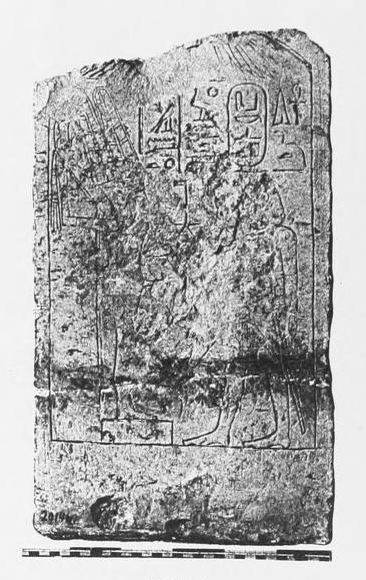
Известняковая стела с изображением фараона Себекхотепа (справа) перед богом Мином. Считается, что здесь изображён царь Ханеферра Себекхотеп IV. Найдена в Абидосе, в храме Осириса. Каирский музей, CG 20146

В храме Абеджу (Абидоса) он соорудил огромный пилон из чёрного гранита. Возможно, во время царствования этого правителя была изготовлена небольшая стела, на которой изображён царь Себекхотеп (другие имена в надписи не упоминаются), стоящий перед богом Мином. В Тентуре (Дендере) обнаружен сосуд из синего мрамора с надписью. В Луксоре открыты остатки сооружённого им храма. В Карнаке Собекхотеп установил огромную статую, а также ряд менее крупных изваяний. Кроме того, были обнаружены развалины пилона и блок с вырезанным на нём текстом — свидетельство дальнейшего строительства. Помимо этого, царь отреставрировал стоявшую там статую Ментухотепа II, представителя XI династии. Также он украсил храм, располагавшийся в Туде (древнем Черуте, Туфиуме греков), на восточном берегу Нила, к югу от Луксора, так как его статуя, в настоящее время хранящаяся в Лувре, посвящена божеству-покровителю этого города.

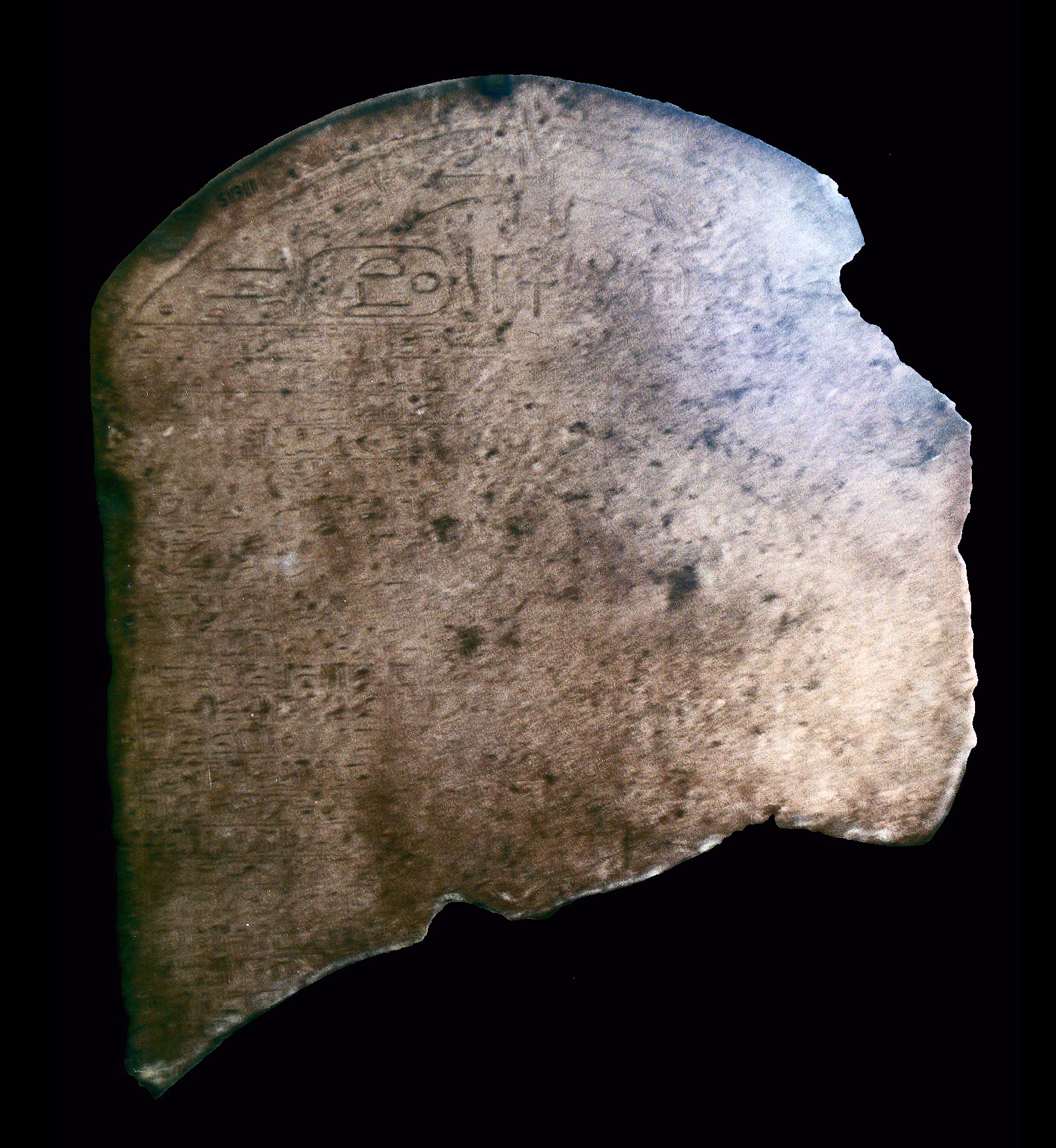
Стела Ханеферра Себекхотеп IV из храма Амона в Карнаке. Египетский музей, Каир, JE 51911

Также сохранилось несколько небольших предметов, относящихся ко времени правления Себекхотепа, включая подставку для сосуда, голубую фаянсовую чашечку и коробку из эбенового дерева. На этой коробке упомянуто имя супруги Ханеферра Себекхотепа. Её звали Чен, а их дочь — Небетиуну, «Госпожа Гелиополя». Также этим периодом датируется ряд скарабеев.
На острове Арко, в районе третьего порога Нила, найдена статуя на которой было написано имя фараона. Она вырезана из серого гранита, очевидно добытого на острове Томбос, расположенном недалеко от острова Арко. Данное изваяние может являться доказательством, что южная граница Египта, установленная в области третьего порога при XII династии в период царствования Ханеферра Себекхотепа IV продолжала оставаться на прежнем месте. Хотя не исключён вариант, что статуя могла быть перевезена туда из Египта  в позднейшее время, возможно при XXVI династии.
Подобным образом, три другие статуи Себекхотепа IV, найденные в Танисе (современный Сан-эль-Хагар) в северо-восточной части Дельты, вероятно, были перемещены туда из Мемфиса или Авариса-Пер-Рамсеса при XXI или XXII династии, а его четвёртая статуя, по-видимому, была перевезена туда из Тода или Асфун-эль-Матаны в южной части Верхнего Египта.
Хотя Себекхотеп IV считается одним из самых могущественных царей XIII династии, видимо, всем Египтом он уже не правил. Велика вероятность, что к его времени на западе Дельты, в Ксоисе уже правил представитель XIV династии, а запад Дельты начали захватывать гиксосы, сделавшие своим главным городов Аварис. В свете этого, вполне правдоподобно выглядит сообщение Артапана (I век до н. э.), что царь «Хенефрес» (=Ханеферра, тронное имя фараона) был «правителем областей выше Мемфиса, так как в то время в Египте было несколько царей».

## Имена Себекхотепа IV
Его тронным именем было Ханеферра, «Бог солнца восходящий (или коронованный) в красоте». Его «хоровым именем» было Анхибтауи, «Живущий в сердце Обеих Земель»; именем небти — Уджхау, «Обильный восшествиями»; личным именем, следовавшее после эпитета «сын Ра» — Себекхотеп,  можно перевести как «Себек доволен».
| G5 |

| G5 |

| S34 | F34 · N17 · N18 |

| S34 | F34 · N17 · N18 |

| S34 | F34 · Z1 | N17 · N18 |

| S34 | F34 · Z1 | N17 · N18 |

| G16 |

| G16 |

| M13 | N28 · D36 | G43 | Y1 · Z2 |

| M13 | N28 · D36 | G43 | Y1 · Z2 |

| G8 |

| G8 |

| Cah1 | F12 | S29 | Cah1a | G30 |

| Cah1 | F12 | S29 | Cah1a | G30 |

| nswt&bity |

| nswt&bity |

| N5 | N28 | F35 |

| N5 | N28 | F35 |

| N5 | N28 | F35 |

| N5 | N28 | F35 |

| N5 | N28 | F35 |

| N5 | N28 | F35 |

| N5 | N28 | F35 |

| N5 | N28 | F35 |

| N5 | N28 · D36 | F35 |

| N5 | N28 · D36 | F35 |

| N5 | N28 · D36 | F35 |

| N5 | N28 · D36 | F35 |

| N5 | N28 · D36 | F35 |

| N5 | N28 · D36 | F35 |

| N5 | N28 · D36 | F35 |

| N5 | N28 · D36 | F35 |

| G39 | N5 |

| G39 | N5 |

| I4 | R4 · X1 · Q3 |

| I4 | R4 · X1 · Q3 |

| I4 | R4 · X1 · Q3 |

| I4 | R4 · X1 · Q3 |

| I4 | R4 · X1 · Q3 |

| I4 | R4 · X1 · Q3 |

| I4 | R4 · X1 · Q3 |

| I4 | R4 · X1 · Q3 |

| S29 | D58 | V31 | R4 · X1 · Q3 |

| S29 | D58 | V31 | R4 · X1 · Q3 |

| S29 | D58 | V31 | R4 · X1 · Q3 |

| S29 | D58 | V31 | R4 · X1 · Q3 |

| S29 | D58 | V31 | R4 · X1 · Q3 |

| S29 | D58 | V31 | R4 · X1 · Q3 |

| S29 | D58 | V31 | R4 · X1 · Q3 |

| S29 | D58 | V31 | R4 · X1 · Q3 |

|  |

| Ca1 | N5 | N28 · Ba15s · D36 · Ba15as | F35 | I5A | R4 · X1 | Q3 | G7 | Ca2 |

| Ca1 | N5 | N28 · Ba15s · D36 · Ba15as | F35 | I5A | R4 · X1 | Q3 | G7 | Ca2 |

Неизвестно сколько лет он царствовал, но обычно ему выделяют 10 лет правления, потому что количество источников, сохранившихся с того времени, равнозначно числу артефактов, относящихся ко времени царствования Неферхотепа I, который как известно, пребывал на престоле 11 лет.
|                                                    |                                                                 | |
| Статуя Себекхотепа IV. Высота: 1,2 м. Габбро. Лувр | Статуя Себекхотепа IV, найденная в Танисе. Высота: 2,75 м. Лувр | Статуя Ханеферра Себекхотепа IV, найденная на острове Арко. Фотография сделана Джеймсом Генри Брестедом в 1906/07 году |

| XIII династия                |                                                               |                        |
| Предшественник: Неферхотеп I | фараон Египта конец XVIII века до н. э. (правил около 10 лет) | Преемник: Себекхотеп V |